# 알베르타케라톱스
알베르타케라톱스(Albertaceratops) ("앨버타 주의 뿔 달린 얼굴"이라는 의미)는 캐나다 앨버타 주의 백악기 후기 샹파뉴절 중기의 올드맨 층에서 발견된 켄트로사우루스아과 각룡류 공룡이다.

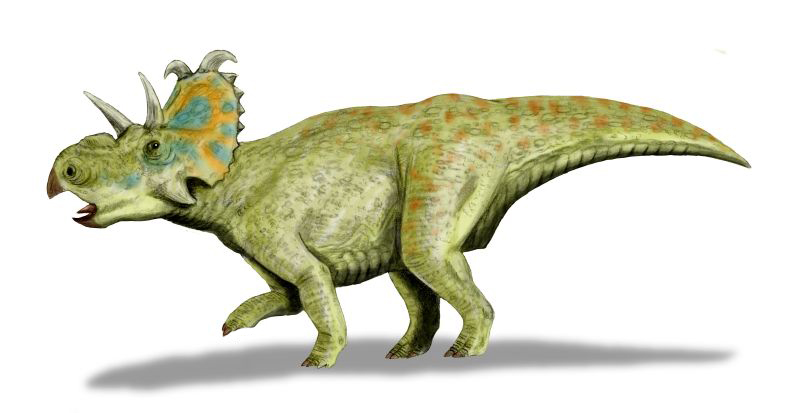
복원도

알베르타케라톱스는 2001년 8월에 발견된 완전한 두개골 하나와 (TMP.2001.26.1) 그 외 골격 일부로 구성되어 있다. 이 속은 전형적인 켄트로사우루스아과의 두개골 (보통 이마 위의 뿔이 짧다.) 이 긴 이마 위의 뿔을 가지고 있다는 점에서 독특하다. 코 위쪽에 솟아나온 부분이 있고 프릴에는 바깥쪽으로 뻗은 큰 갈고리 모양의 뿔이 두 개 있다. 마이클 J. 라이언이 알베르타케라톱스를 보고하면서 수행한 계통발생학적 분석에 의하면 가장 원시적인 켄트로사우루스아과에 해당한다. 추가 표본이 올드맨 층과 같은 시기의 지층이며 미국-캐나다 국경을 사이에 두고 있는 몬태나 주 주디스리버 층의 뼈층(bonebed)에서 발견되었다. 추가 연구가 진행되자 이 표본은 카스모사우루스아과의 메두사케라톱스인 것으로 밝혀졌다. 알베르타케라톱스와 메두사케라톱스 모두 약 7750만년 전에 살았다.
종명인 A. nesmoi는 100 명 미만의 인구를 가진 앨버타 주의 매니베리즈에 사는 목장주, 세실 네스모가 화석 찾는 사람들을 도운 것을 기리기 위해 붙여진 것이다.